# پایگاه هوایی سپاه تفنگداران ال تورو
پایگاه نیروی هوایی، دریایی ال تورو (به انگلیسی: Marine Corps Air Station El Toro) یک فرودگاه نظامی است که یک باند فرود آسفالت دارد و طول باند آن ۱۱۸۹ متر است. این فرودگاه در شهر شهرستان اورنج، کالیفرنیا کشور ایالات متحده آمریکا قرار دارد و در ارتفاع ۱۱۷ متری از سطح دریا واقع شده‌است.